# أفونسو (دوق بورتو)
إنفانتي دوم. أفونسو، دوق بورتو (31 يوليو 1865 - 21 فبراير 1920) من المعروف عنه أنه أخر أمير الملكي للبرتغال معترف به، وفضلا عن ذلك هو دوق بورتو، هو أيضا أبن الثاني لـ لويس الأول ملك البرتغال وماريا بيا من سافوي أبنة فيتوريو إمانويلي الثاني، ملك إيطاليا.